# Habillement dans l'Égypte antique

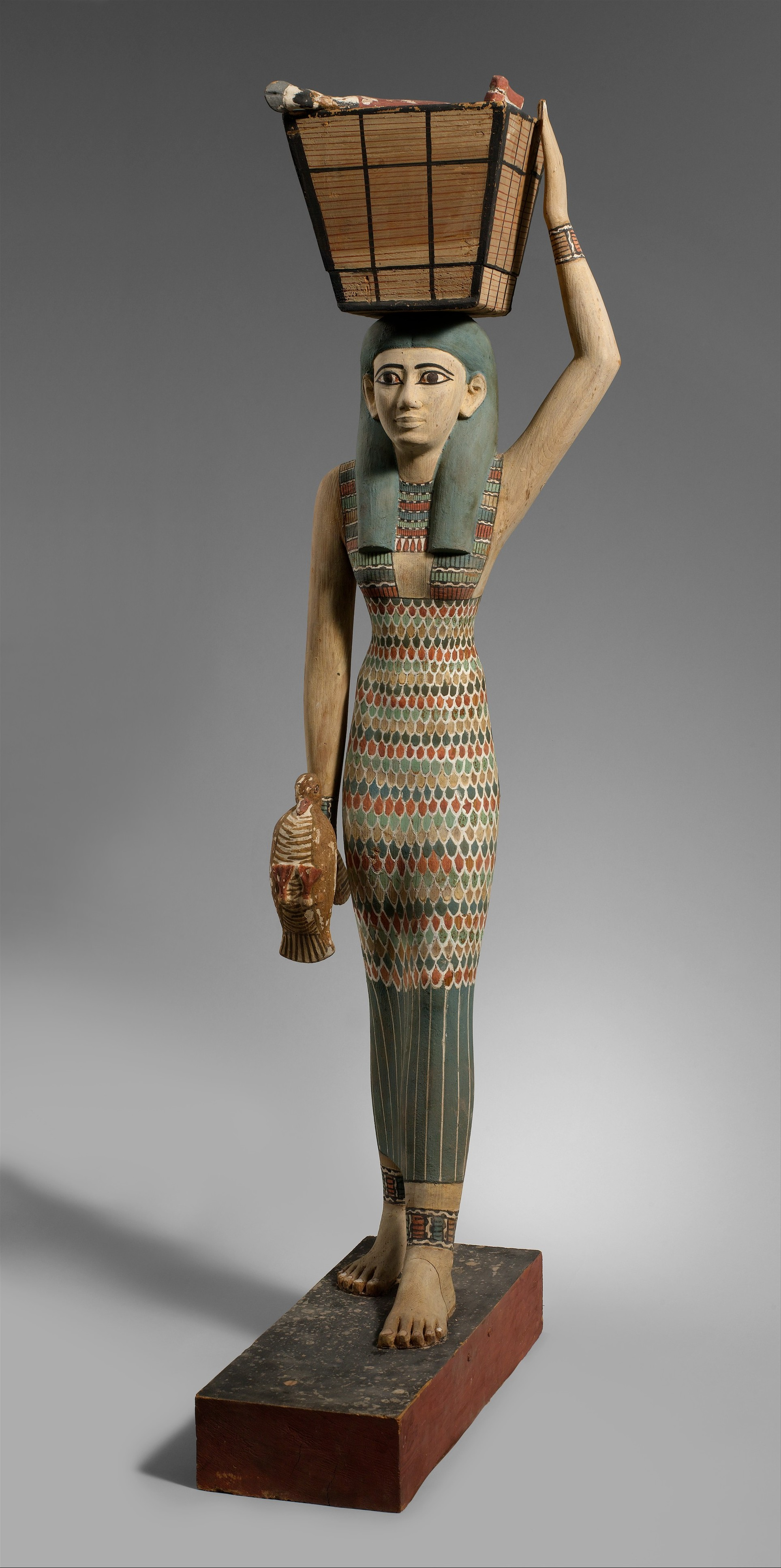
Porteuse d’offrandes. Exemple de robe collante à bretelles.

L’habillement dans l’Égypte antique était varié, et certains vêtements sont communs aux deux sexes tels la tunique et la robe. Les hommes portent un pagne, le chendjit, écharpe enroulée autour des reins et retenue à la taille par une ceinture, puis vers 1425/1405 av. J.-C., la tunique légère ou chemisette à manches ainsi que le jupon plissé.
Le costume féminin reste permanent et inchangé durant plusieurs millénaires, modifié seulement dans quelques détails. Costume drapé, la variété d’enroulement est très grande, donnant l’impression de constituer parfois différents vêtements. Il s’agit en fait d’un haïk, de mousseline souvent très fine.

## Éléments du costume égyptien
Le vêtement, souvent collant et transparent, n’avait pas pour fonction de cacher le corps mais de le protéger du soleil ou des piqûres d'insectes. Ainsi, l’art égyptien nous présente les robes très ajustées, qu’elles soient suspendues à l’aide de bretelles ou enroulées c’est-à-dire drapées, alors qu’elles sont amples et laissent une belle liberté de mouvement. La robe était assez étroite, collante même, sorte de sarrau de toile unie blanche ou écru chez les femmes de basse condition, fourreau commençant sous la poitrine dans les classes supérieures, et maintenu par des bretelles nouées sur les épaules, parfois assez larges pour couvrir les seins, teintes et peintes, décorées de motifs divers, imitant par exemple un plumage telles les ailes d’Isis. 

Statue de femme, 2118 - 1980 av. J.-C., Museo Egizio (Turin, Italie)

Le costume royal est particulier et bien documenté, de même que les coiffes et couronnes des pharaons.
Paysans, ouvriers et gens de condition modeste portent le pagne chendjit et, pour se protéger du soleil, un couvre-chef simple, carré d’étoffe souvent à rayures nommé klaft : ces deux éléments sont par ailleurs portés par les hommes de toutes conditions. Seules les personnes de condition aisée sont davantage vêtues, plus pour des raisons de prestige que climatiques. Les chaussures sont les mêmes pour les deux sexes, sandales de cuir tressé, ou, particulièrement pour la classe sacerdotale, de papyrus. En effet, dans l’Égypte antique, à part la pardalide (peau de léopard, attribut traditionnel du costume sacerdotal des prêtres), les matériaux d’origine animale étaient considérés impurs et faisaient l’objet d’un tabou, étant peu employés pour les manteaux et interdits dans les temples et les sanctuaires. De ce fait, le lin est le textile le plus utilisé ; la laine est connue, mais d’usage d’autant plus rare que le climat ne la requiert pas.

## Parures
Les perruques, communes aux deux sexes, sont les parures de tête des classes aisées. Faites de véritables cheveux et de crins, elles comportent d’autres éléments ornementaux incorporés. Les femmes égyptiennes sont parfois représentées avec un cône de beurre parfumé sur la perruque.
Les têtes masculines sont rasées, hormis la mèche de l'enfance que gardaient les jeunes jusqu’à leur puberté (ce trait est commun avec la civilisation crétoise comme en témoignent les fresques minoennes). Les Égyptiens aisés pratiquaient systématiquement l’épilation : on suppose que cela représenterait l’humanité par opposition à l’animalité symbolisée par les poils, mais cela n’exclut pas que ce soit aussi une pratique hygiénique pour combattre les poux et autres parasites. Les prêtres s’épilaient même les cils et les sourcils, que les autres personnes conservaient.
Les pierres les plus employées sont, outre le lapis-lazuli, la cornaline et la turquoise. L’ambre fossile de l’Akkar au Liban et l’ivoire d’éléphant africain sont également présents. La provenance de ces matériaux démontre un commerce avec le Moyen-Orient, l'Asie du Sud et l’Afrique subsaharienne. Une création particulière à l’Égypte antique est le gorgerin, assemblage de disques de métal porté à même la peau sur le torse ou sur une chemisette, et noué par derrière. Les bijoux sont en simple verroterie dans les classes populaires. Bijoux et bracelets sont pesants et assez volumineux mais en moyenne, les humains de l’Antiquité, ne disposant d’aucune assistance motorisée et vivant davantage dehors et debout qu’assis et à l’intérieur, étaient plus musclés que ceux de l’époque moderne, comme en témoignent leurs dépouilles. Les tatouages sont rares, à vocation d’amulettes et marquent l’appartenance à des confréries professionnelles ou autres (marins).

## Cosmétiques
La pratique de l’embaumement permet de développer très tôt les produits cosmétiques et la parfumerie. Les parfums de l'Égypte, huiles parfumées, sont les plus nombreux, les plus coûteux et les plus recherchés dans l’Antiquité qui en fait grand usage. Les Égyptiens sont le peuple antique qui pratique le plus l’art du maquillage, aucun autre peuple n’aimant tant se farder. Les ongles et les mains sont également peints au henné.
Le khôl servant à souligner les yeux de noir est obtenu à partir de la galène. Le fard à paupières est fait de malachite broyée, le rouge qu’on met aux lèvres de l’ocre, produits mélangés à une graisse animale afin de les rendre compacts et de les conserver.